# Fons Martin
Alphonse Martin, detto Fons (Anversa, 18 aprile 1930 – ...), è stato un pallanuotista belga, che ha disputato le Olimpiadi di Londra 1948 e di Helsinki 1952, gareggiando nel torneo di pallanuoto.